# EVOS Esports
EVOS Esports (trước đây gọi là Zero Latitude) là một tổ chức thể thao điện tử chuyên nghiệp có trụ sở tại Jakarta Indonesia. Tổ chức gồm các đội tuyển Liên Quân, Counter-Strike: Global Offensive, Dota 2, FIFA, Fortnite Battle Royale, Liên Minh Huyền Thoại, Mobile Legends: Bang Bang, PlayerUnknown's Battlegrounds , Free Fire và Point Blank.
Đội tuyển Liên Minh Huyền Thoại tại Việt Nam có trụ sở đặt tại Thành phố Hồ Chí Minh đang tham gia thi đấu giải Vietnam Championship Series, giải đấu tính cạnh tranh cao nhất trong nước do Riot Games tổ chức nhưng do ảnh hưởng của Covid-19 và thành tích thi đấu không tốt nên tổ chức này đã rút khỏi Việt Nam vào cuối năm 2020

## Lịch sử
EVOS Esports được thành lập vào tháng 8 năm 2016 với khởi điểm là 1 đội tuyển Dota 2 tập hợp những game thủ đứng đầu Indonesia. Từ đó, EVOS đã giành được nhiều chiến thắng tại các giải đấu khu vực và quốc tế để trở thành một trong những đội tuyển đứng đầu Đông Nam Á.
Không dừng lại ở một bộ môn hay một quốc gia, hiện tại EVOS đang có đội tuyển Dota 2 và Liên Quân ở Indonesia, Liên Minh Huyền Thoại ở Việt Nam và Hearthstone: Heroes of Warcraft ở Singapore.
Trong giải VCS 2018 Mùa Xuân, EVOS đứng đầu giai đoạn vòng bảng sau chuỗi vòng bảng 12 trận thắng và chỉ để thua 2 trận. Vị trí này đã giúp EVOS có mặt trong trận chung kết tổng, nơi họ đánh bại GIGABYTE Marines với tỉ số 3–2 để lên ngôi vô địch VCS Mùa Xuân. Điều này đồng nghĩa với việc EVOS Esports chính là đại diện cho khu vực VCS tham dự Mid-Season Invitational 2018 (MSI).
Tại vòng loại của MSI 2018, EVOS đã đánh bại SuperMassive eSports 3–1 để có mặt chính thức tại vòng bảng của giải đấu. EVOS đã kết thúc vòng bảng của MSI 2018 chỉ với 2 trận thắng và 8 trận thua, không đủ điều kiện bước vào vòng 4 đội mạnh nhất.

## Liên Minh Huyền Thoại

### Thành tích
| Thứ hạng   | Giải đấu                         | Kết quả (W–L)                      |
| ---------- | -------------------------------- | ---------------------------------- |
| Thăng hạng | VCS 2018 Spring Promotion        | 3–0 (đối đầu với Hall of Fame)     |
| 1st        | VCS mùa Xuân 2018                | 12–2                               |
| 1st        | VCS mùa Xuân 2018 Playoffs       | 3–2 (đối đầu với GIGABYTE Marines) |
| 5th–6th    | Mid-Season Invitational 2018     | 2–8                                |
| 4th        | VCS mùa Hè 2018                  | 8–6                                |
| 4th        | VCS mùa Hè 2018 Playoffs         | 2–3 (đối đầu với Cube Adonis)      |
| 3rd        | VCS mùa Xuân 2019                | 9–5                                |
| 2nd        | VCS mùa Xuân 2019 Playoffs       | 1–3 (đối đầu với Phong Vũ Buffalo) |
| 3rd        | Rift Rivals 2019 LCK-LPL-LMS-VCS | 0-3 (đối đầu với LPL)              |
| 5th        | VCS mùa Hè 2019                  | 6–8                                |
| 4th        | VCS mùa Xuân 2020                | 8–6                                |
| 3rd        | VCS mùa Xuân 2020 Playoffs       | 1–3 (đối đầu với Team Flash)       |
| 3–4th      | Pulsefire Cup 2020               | 0–2 (đối đầu với Dasing Buffalo)   |
| 5th        | VCS mùa Hè 2020                  | 7–7                                |
| 3rd        | VCS 2020 mùa Hè Playoffs         | 2–3 (đối đầu với GAM Esporst)      |